# Traité de Londres (1824)
Pour les articles homonymes, voir Traité de Londres.

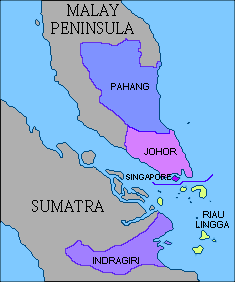
Partition de l'Empire Johor avant et après le traité anglo-néerlandais de 1824. Sphère Anglaise : sultanat de Johor, royaume de Pahang, Singapour. Sphère Hollandaise: sultanat de Indragiri, sultanat de Riau-Lingga.

Le traité de Londres de 1824 ou traité anglo-néerlandais de 1824 fut signé entre le royaume uni des Pays-Bas et le Royaume-Uni de Grande-Bretagne et d'Irlande à Londres. Son but était de résoudre les différends nés de l'application du traité anglo-néerlandais de 1814.

## Contexte
Le traité de 1814 était supposé résoudre les différentes questions soulevées par l'occupation britannique des possessions néerlandaises pendant les guerres napoléoniennes, ainsi que celles relatives aux droits commerciaux respectifs des deux nations dans les « îles aux épices. »
Ce traité ne définissait pas les limites de l'expansion de chacune des parties dans le monde malais. La fondation de Singapour en 1819 par Thomas Stamford Raffles exacerba les tensions. Les Néerlandais prétendaient que le traité signé entre Raffles et le sultan de Johor était invalide car ce dernier faisait partie de leur sphère d'influence. La question des droits commerciaux des Néerlandais et de leurs anciennes possessions en Inde était un autre sujet de discorde.

## Déroulement
Des négociations commencèrent en 1820. Les Néerlandais souhaitaient que les Anglais renoncent à Singapour. Les discussions reprirent en 1823. Entre-temps, Singapour avait grandi en importance. Les Néerlandais offrirent de renoncer à leurs prétentions au nord du détroit de Malacca et à leurs colonies en Inde en échange d'une confirmation de leurs droits au sud du détroit ainsi que sur la colonie britannique de Bengkulu. 
Le traité fut finalement signé le 23 mars 1824, scellant le partage du monde malais en deux, en ce qui deviendra plus tard, d'une part la république d'Indonésie, d'autre part la fédération de Malaisie.